# Myiotheretes pernix
El birro de Santa Marta o atrapamoscas de Santa Marta (Myiotheretes pernix) es una especie de ave paseriforme de la familia Tyrannidae perteneciente al género Myiotheretes. Es endémico del noreste de Colombia.

## Distribución geográfica y hábitat
Es encuentra únicamente en la Sierra Nevada de Santa Marta, noreste de Colombia.
Esta especie es considerada de rara a poco común en sus hábitats naturales: los bordes de bosques montanos y claros adyacentes en altitudes entre 2100 a 2900 m s. n. m.

## Estado de conservación
El birro de Santa Marta ha sido calificado como amenazado de extinción por la Unión Internacional para la Conservación de la Naturaleza (IUCN) debido a su pequeña zona de distribución donde actualmente se le encuentra en apenas un local (aunque puede haber otros). Su hábitat está en declinio y como consecuencia, su población, estimada entre 600 y 1700 individuos maduros, se sospecha también estar en decadencia.

## Sistemática

### Descripción original
La especie M. pernix fue descrita por primera vez por el ornitólogo estadounidense Outram Bangs en 1899 bajo el nombre científico Ochthodiaeta pernix; su localidad tipo es: «Macotama, 9000 pies (c. 2740 m), Colombia».

### Etimología
El nombre genérico masculino «Myiotheretes» se compone de las palabras del griego «μυια muia, μυιας muias» que significa ‘mosca’, y «θηρατης thēratēs» que significa ‘cazador’; y el nombre de la especie «pernix», en latín significa ‘ágil’, ‘activo’.

### Taxonomía
Fue descrita y anteriormente estuvo colocado en un género Ochthodiaeta, junto a Myiotheretes fumigatus y M. fuscorufus. Es monotípica.